# Вулиця Христо Ботева (Львів)
Вулиця Хри́сто Бо́тева — вулиця у Франківському районі міста Львова, в місцевості Богданівка. Сполучає вулиці Робітничу та Поперечну з вулицею Зв'язковою.

## Історія та забудова
Вулиця виникла у 1920-х роках в межах підміського села Богданівка та у 1928 році отримала свою першу назву — Складова — через склади, які займали непарний бік вулиці. Під час німецької окупації, у 1943—1944 роках, мала назву Лагерґассе. У липні 1944 року повернута передвоєнна назва — Складова. Сучасна назва походить з 1963 року, на честь болгарського поета Христо Ботева.
Житлова забудова вулиці знаходиться лише з парного її боку та складається з одно-, двоповерхових приватних будинків 1920-х—1930-х років. Цікавим зразком так званого швейцарського стилю є будинок № 10, що відрізняється дерев'яними конструкціями піддашшя.